# Morro Rock

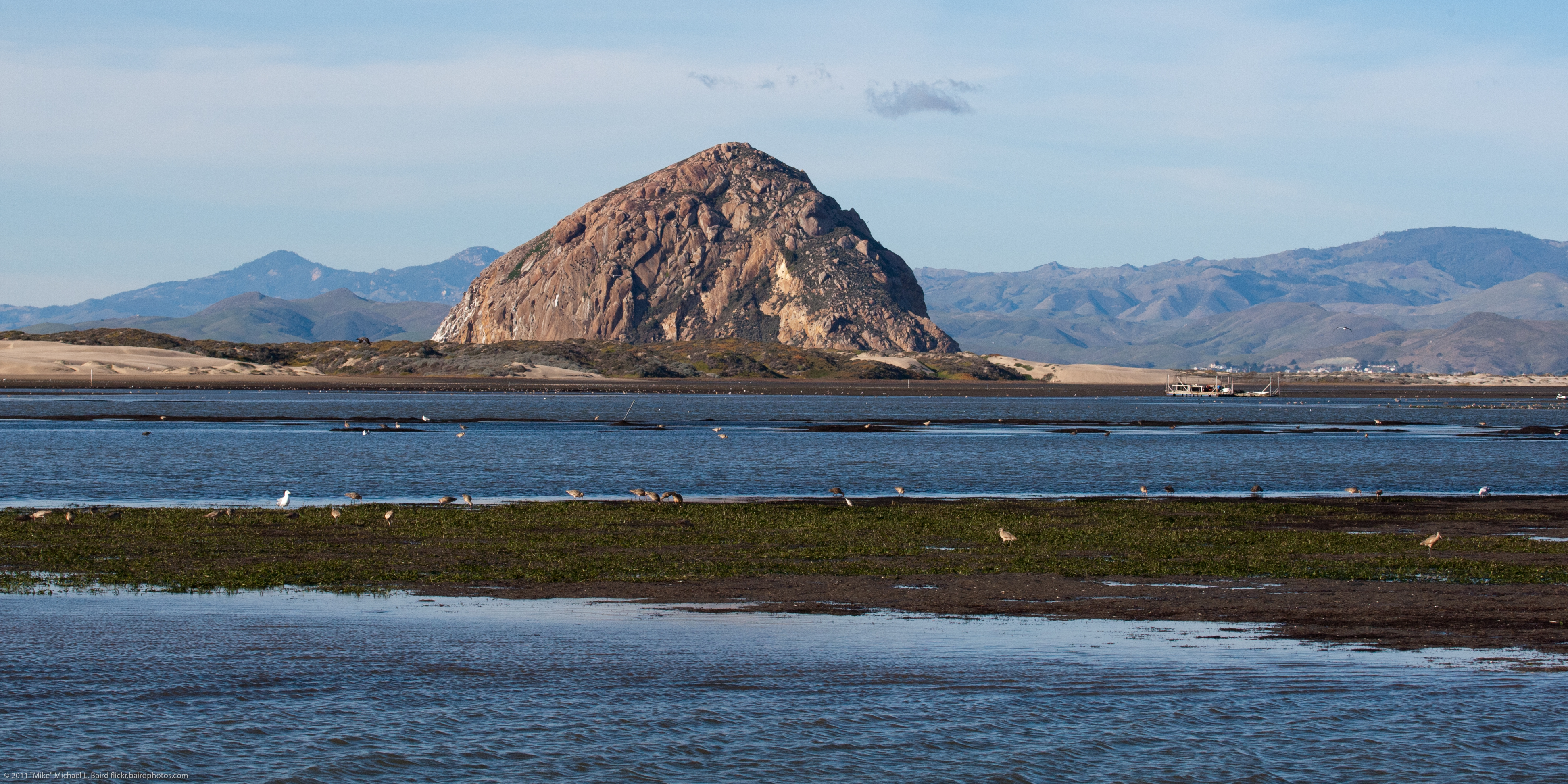
Il Morro Rock con la bassa marea in una fotografia scattata da Mike Baird.

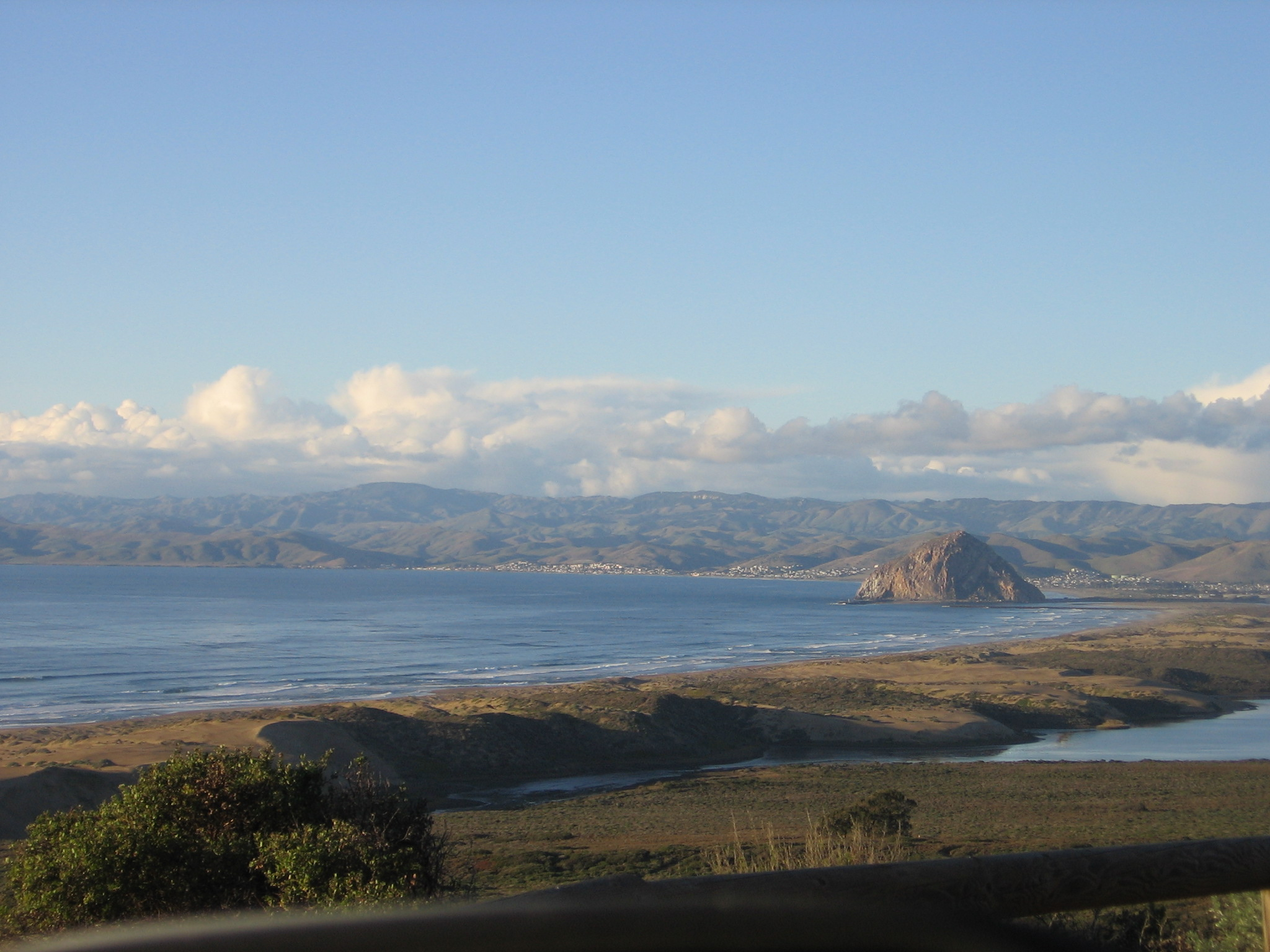
Il lato meridionale del Morro Rock dall'entrata del parco nazionale Montaña de Oro.

Il Morro Rock è un neck, ossia un collo vulcanico, alto circa 176 m situato al largo della costa della città californiana di Morro Bay, nella contea di San Luis Obispo. La formazione, situata all'entrata del Morro Bay Harbor, è connessa alla costa da uno stretto tombolo, il che fa di essa un'isola tidale a tutti gli effetti. Mentre arrampicarsi sulla formazione rocciosa è vietato dalla legge onde evitare di disturbare i volatili presenti, l'area circostante alla base può essere tranquillamente visitata.

## Geologia
Il Morro Rock fa parte della catena di neck chiamata "Nine Sisters", di cui è la cima più bassa ma anche la più famosa, che si estende tra le cittadine di San Luis Obispo e Morro Bay ed ha come estremi proprio il Morro Rock a ovest e lo Islay Hill a est. Il colle risale a circa 20-27 milioni di anni fa, periodo in cui la regione era ancora vulcanicamente attiva ed è principalmente composto di dacite, una roccia effusiva di composizione felsica a metà strada tra quella dell'andesite e della riolite, a testimoniare l'origine del rilievo che si è formato quando il magma proveniente dal sottosuolo si è solidificato all'interno del cono vulcanico che, in quanto costituito da rocce più morbide, è stato poi completamente cancellato dall'erosione dei vari agenti esogeni.
I neck vulcanici e i duomi di lava presenti tra il Morro Rock e lo Islay Hill fanno parte del cosiddetto Complesso Morro Rock - Islay Hill risalente all'Oligocene e situato a est della faglia di San Gregorio-San Simeon-Hosgri, che si ritiene essere una delle tre possibili fonti della presenza di clasti vulcanici all'interno delle rocce arenarie e dei conglomerati presenti in due membri della Formazione di Pismo nell'area di capo Sur, circa 145-160 km a nord della stessa faglia. Evidenze ricavate da rilevamenti paleomagnetici fanno ritenere che l'intero Complesso Morro Rock - Islay Hill sia ruotato di 40'-50' durante il Miocene o il primissimo Pliocene.

## Storia
Il Morro Rock è stato utilizzato come cava in maniera discontinua tra il 1889 e il 1969 fornendo il materiale per i frangiflutti del porto di Morro Bay e Port San Luis. Dopo che nel 1966 la proprietà del Morro Rock passò allo stato della California, nel febbraio 1986 la Società Storica della Contea di San Luis Obispo riuscì a farlo dichiarare punto di riferimento storico della California (in inglese California Historical Landmark) numero 821.
Il Morro Rock fu probabilmente avvistato per la prima volta da esploratori spagnoli giunti in California nel 1542 al comando di Juan Rodríguez Cabrillo, ma fu battezzato con il nome attuale solo durante la prima esplorazione via terra dell'Alta California da parte di pionieri europei. Il 8 settembre 1769, la spedizione spagnola Portolá discese la valle di Los Osos accampandosi poi vicino al Morro Rock e Juan Crespi, missionario francescano membro della spedizione, annotò sul suo diario "we saw a great rock in the form of a round morro" (in italiano "Abbiamo visto una grossa roccia dalla forma di naso rotondo").
Da allora, il Morro Rock è divenuto un importante punto di riferimento per marinai e viaggiatori.
Le tribù dei popoli Chumash e Salinan consideravano il Morro Rock come un sito sacro, in particolare i Chumash avevano un loro insediamento preistorico risalenti al periodo Millingstone Horizon (tra 6.500 e 2.000 anni fa) proprio di fronte alla formazione rocciosa. Sebbene scalare il Morro Rock sia generalmente proibito al pubblico, i membri del popolo Chumash hanno ottenuto il permesso di poterlo fare durante la loro annuale cerimonia per il solstizio d'estate.
L'ascesa del Morro Rock è consentita anche agli appartenenti al popolo Salinan, nonostante le proteste dei Chumash, in occasione della loro annuale cerimonia in ricordo della leggendaria uccisione di Taliyekatapelta, un serpente a due teste che aveva il corpo avvolto alla base della roccia, da parte di un falco e di un corvo.

## Flora e fauna
Il Morro Rock è luogo di nidificazione di diverse specie di uccelli, incluse tre specie di cormorano e due di gabbiano. Importante è anche la presenza di falchi pellegrini la cui esistenza nella zona è minacciata.
Circa la fauna marina, invece, è facile avvistare nelle acque attorno alla formazione rocciosa, leoni marini, otarie ed altre specie di pinnipedi.
Per quanto riguarda la flora, solo poche piante come muschi e licheni provenienti dalla terraferma riescono a mettere radici ed a resistere all'ambiente asciutto della roccia in sé, mentre tutt'attorno le acque sono ricche di alghe e piante acquatiche.

## Panorama

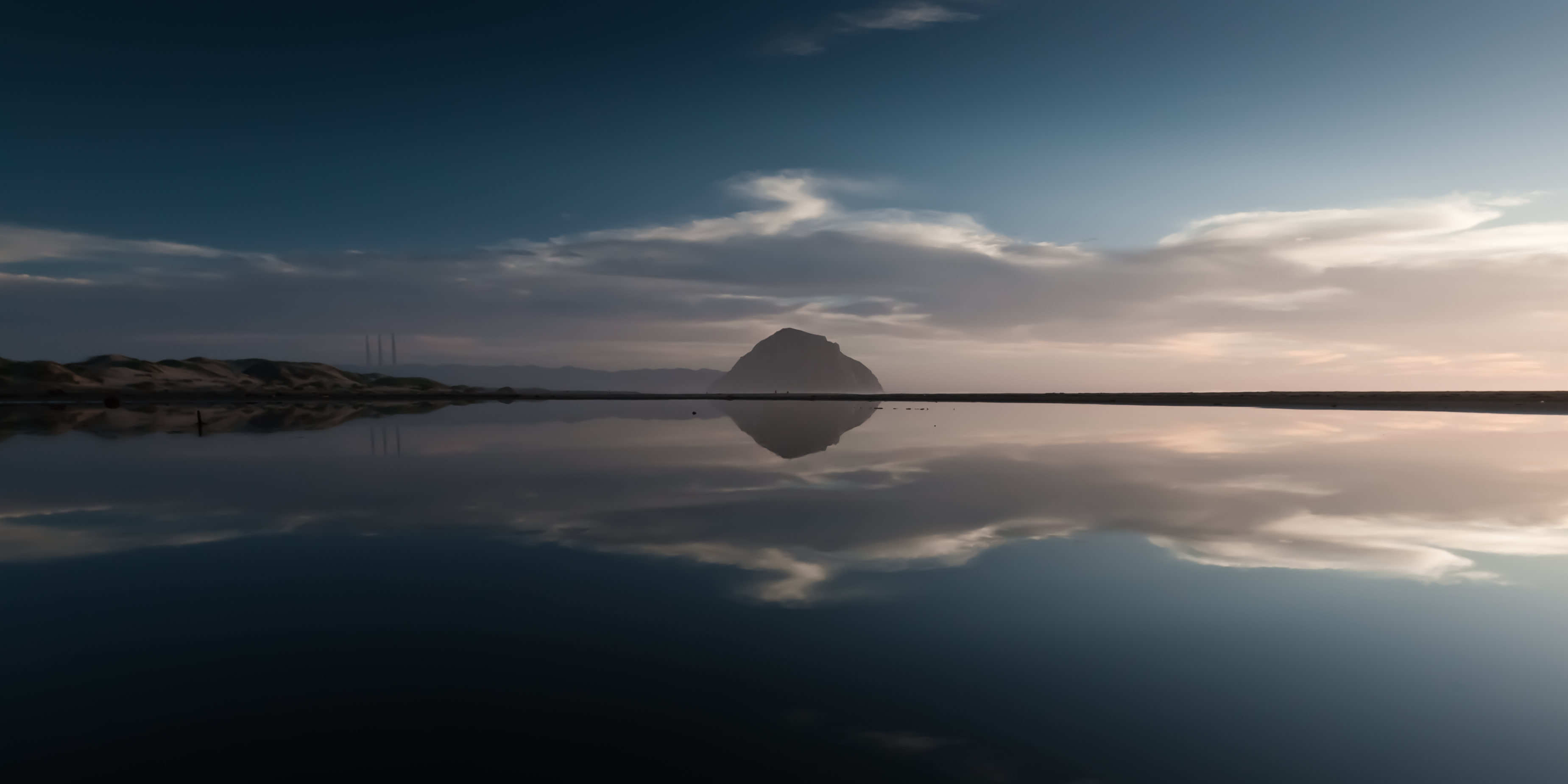
Vista del Morro Rock al crepuscolo.